# Pleurotellus
Pleurotellus Fayod (boczniakowiec) – rodzaj grzybów z rzędu pieczarkowców (Agaricales). Według Index Fungorum takson nieaktualny (synonim rodzaju Crepidotus).

## Systematyka i nazewnictwo
Pozycja w klasyfikacji według Index Fungorum: Crepidotaceae, Agaricales, Agaricomycetidae, Agaricomycetes, Agaricomycotina, Basidiomycota, Fungi.
Polską nazwę zaproponował Władysław Wojewoda w 2003 r. W polskim piśmiennictwie mykologicznym należące do tego rodzaju gatunki opisywane były także jako bedłka.
Gatunki:
- Pleurotellus albellus (Pat.) Pegler 1983
- Pleurotellus chioneus (Pers.) Kühner 1926 – boczniakowiec szerokozarodnikowy
- Pleurotellus dictyorhizus (DC.) Kühner 1926
- Pleurotellus fibulatus Singer 1955[4]
- Pleurotellus filicinus (Velen.) P.D. Orton 1960
- Pleurotellus keralensis Sathe & J.T. Daniel 1981[4]
- Pleurotellus septicus (Fr.) Konrad & Maubl. 1937[4]
- Pleurotellus sinuosus Van der Meerssche & Imler 1986[4]

Nazwy naukowe na podstawie Index Fungorum. Nazwy polskie według W. Wojewody.